# Philipp Heerwagen
Philipp Heerwagen (ur. 13 kwietnia 1983 w Kelheim) – niemiecki bramkarz grający w barwach Ingolstad 04 FC. Ma 193 cm wzrostu.

## Kariera
Swoją piłkarską karierę Philipp rozpoczynał w SpVgg Unterhaching. W wieku 14 latt Philipp przeniósł się do młodzieżowej drużyny Bayernu Monachium. W wieku 18 lat Philipp powrócił do SpVgg, ale już do seniorskiej kadry. Został on bowiem pierwszym bramkarzem w swoim pierwszym sezonie w 2. Bundeslidze. Następnie SpVgg grało słabo i o mały włos, a spadli by do Regionalligi (odpowiednik 3 ligi), ale tego losu nie udało się uniknąć w 2007 roku i zaraz po spadku Philipp zmienił klub, przechodząc do VfL Bochum. Podpisał kontrakt z Bochum na 3 lata.